# Марвін Бехарано
Марвін Бехарано (ісп. Marvin Bejarano, нар. 6 березня 1988, Тариха) — болівійський футболіст, захисник клубу «Орієнте Петролеро».
Виступав, зокрема, за клуби «Уніон Сентраль» та «Універсітаріо» (Сукре), а також національну збірну Болівії.

## Клубна кар'єра
У дорослому футболі дебютував 2006 року виступами за команду клубу «Уніон Сентраль», в якій того року взяв участь у 16 матчах чемпіонату.
Своєю грою за цю команду привернув увагу представників тренерського штабу клубу «Універсітаріо» (Сукре), до складу якого приєднався 2007 року. Відіграв за команду із Сукре наступні чотири сезони своєї ігрової кар'єри. Більшість часу, проведеного у складі «Універсітаріо» (Сукре), був основним гравцем захисту команди.
До складу клубу «Орієнте Петролеро» приєднався 2011 року. Відтоді встиг відіграти за команду із Санта-Крус-де-ла-Сьєрра 151 матч в національному чемпіонаті.

## Виступи за збірну
2009 року дебютував в офіційних матчах у складі національної збірної Болівії. Наразі провів у формі головної команди країни 27 матчів.
У складі збірної був учасником Кубка Америки 2015 року в Чилі, Кубка Америки 2016 року в США.

## Титули і досягнення

### Клубні
- «Універсітаріо» (Сукре)

Чемпіон Болівії (1): 2008 Апертура.